# Taney County
Taney County is een county in de Amerikaanse staat Missouri.
De county heeft een landoppervlakte van 1.638 km² en telt 39.703 inwoners (volkstelling 2000). De hoofdplaats is Forsyth.